# Dad's Army
Dad’s Army  est une série télévisée britannique sur la Home Guard lors de la Seconde Guerre mondiale. Constituée de 80 épisodes, elle a été créée par Jimmy Perry et David Croft et diffusée entre le 31 juillet 1968 et le 13 novembre 1977 sur la BBC.

## Distribution
- Arthur Lowe : Captain George Mainwaring
- John Le Mesurier : Sergeant Arthur Wilson
- Clive Dunn : Corporal Jack Jones
- John Laurie : Private James Frazer
- James Beck : Private Joe Walker
- Arnold Ridley : Private Charles Godfrey
- Ian Lavender : Private Frank Pike
- Bill Pertwee : Chief Warden Hodges (Chef de la Défense Passive)
- Frank Williams : The Vicar (curé)
- Edward Sinclair : Mr Yeatman, Verger (sacristain)
- Janet Davies : Mrs Mavis Pike

## Personnages
- Captain George Mainwaring (Arthur Lowe) est le directeur de la banque locale. Il est pompeux mais courageux et patriote. Il s’est proclamé lui-même chef du contingent des volontaires pour la défense locale.